# Ferdynand II (król Neapolu)
Ferdynand II (często zwany Ferrante; ur. 26 sierpnia 1469, zm. 7 września 1496) – król Neapolu w latach 1495–1496. Syn i dziedzic Alfonsa II.

## Krótkie rządy
Kiedy król Alfons II na wieść o porażce swojej floty w starciu z okrętami króla Francji Karola VIII i w wyniku sennych koszmarów abdykował na rzecz swojego jedynego prawowitego syna Ferdynanda, sytuacja królestwa Neapolitańskiego była zła. Dwudziestoczteroletni nowy król podejmował próby oporu przed francuskim agresorem, ale armia Karola VIII zajęła już północną część królestwa, podczas gdy neapolitańskie siły broniły rzek Liri i Garigliano za którymi znajdowały się ufortyfikowane miasta Kapua i Gaeta. Zdrada mieszkańców Neapolu sprawiła, że obrona miasta przed siłami Karola VIII stała się niemożliwa. Król Francji wszedł do Neapolu 20 lutego 1495 roku. W stolicy jedynym miejscem zdolnym do oparcia się armii francuskiej był położony na wąskim cyplu Castel dell’Ovo, który wkrótce został zniszczony przez atak francuskiej i hiszpańskiej artylerii kierowany przez Alfonsa d’Avalos d’Aquino, markiza Pescary.
Ferdynand II został przeniesiony do zamku na wyspie Ischii z całą rodziną królewską, eskortą czternastu rycerzy, generała Innico d’Avalos i poety Jacopo Sannazaro. Komendant zamku już kilka tygodni wcześniej zawarł porozumienie z Francuzami i protestował przeciw przyjęciu króla. Kiedy spotkali się twarzą w twarz Ferdynand II szybkim ruchem skręcił mu kark i wrzucił jego ciało do morza. Później króla przeniesiono do Mesyny, gdzie był gościem swojego kuzyna i przyjaciela Ferdynanda II, króla Aragonii, Sycylii i Malty.
W międzyczasie papież Aleksander VI stworzył koalicję przeciwko Karolowi VIII i przy pomocy cesarza Maksymiliana I, Wenecji, księstwa Mediolanu i królestwa Hiszpanii. Kiedy francuski król opuścił Neapol na czele części swojej armii Ferdynand II ponownie przyłączył Seminarę leżącą w Kalabrii do swojego królestwa. Drogę do Neapolu zagrodził mu francuski garnizon w Palmi i postanowił wrócić do stolicy drogą morską przez Ischię, gdzie został zepchnięty przez bohaterskich obrońców wybrzeża. 7 czerwca 1496 roku wkroczył do Neapolu gdzie został entuzjastycznie przywitany przez udręczoną okrucieństwem francuskich najeźdźców ludność miasta.
Dzięki pomocy znakomitego hiszpańskiego generała i dowódcy Gonzala Fernándeza de Córdoba, Ferdynand II był w stanie odbić z francuskich rąk całość swojego królestwa i pozbyć się najeźdźczych wojsk na krótko przed swoją śmiercią.

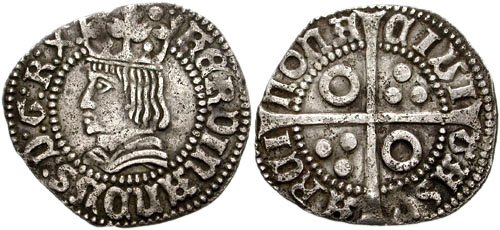
Moneta Ferdynanda II

W sierpniu 1496 roku całość królestwa z powrotem znalazła się w jego rękach i Neapolitańczycy mogli z całą wspaniałością świętować zaślubiny Ferdynanda II z jego przyrodnią ciotką Joanną Aragońską. Joanna była córką dziadka swojego męża Ferdynanda I i jego drugiej żony Joanny Aragońskiej. Panna młoda urodziła się w 1478 roku jako późne dziecko z drugiego małżeństwa Ferdynanda I i w chwili zawierania związku małżeńskiego miała osiemnaście lat, podczas gdy Ferdynand II był dwudziestoczterolatkiem.
Po ślubie para królewska zdecydowała się opuścić Neapol i przenieść się do jednego z prowincjonalnych pałaców. To właśnie wtedy Ferdynand II zapadł na zdrowiu i zmarł po 7 września 1496 roku po niewiele ponad rocznym panowaniu.
Jako że zmarły król nie pozostawił po sobie potomstwa, królem został jego wuj Fryderyk, syn Ferdynanda I i jego pierwszej żony Izabelli de Clermont.